# Andrés Gaos
Andrés Berea Gaos, né le 31 mars 1874 à La Corogne en Galice et mort le 13 mars 1959 à Mar del Plata en Argentine, est un violoniste et compositeur argentin d'origine espagnole.

## Biographie
En 1884, Andrés Gaos rejoignit le centre de la musique de La Corogne où il étudia le violon. Par la suite, il se rend à Madrid afin de poursuivre ses études au Conservatoire de musique de la capitale. En 1888, il retourna dans sa ville natale où il obtint une bourse d'études qui lui permit de partir étudier à Bruxelles (1891-93) au conservatoire de musique avec François-Auguste Gevaert.
En 1891, il joua comme musicien violoniste dans des concerts en Belgique, au Portugal et en Espagne.
En 1893, il effectua un voyage en Cuba, en 1894 en México et en 1895 en Argentine. Il fut alors convié à donner des leçons de musique à Montevideo et à Buenos Aires où il aura comme élève, dans cette dernière ville, Celestino Piaggio, futur compositeur argentin.
En 1916, il obtient le prix Tucuman en rapport à son opéra "Un amour interdit" qui reprenait les paroles de l'hymne du centenaire de l'indépendance de l'Argentine. En 1917, il composa une Élégie pour violon et piano, dédiée à son ami Pablo Casals.

## Œuvres
- Muiñeira para violín y piano, 1891
- Premier printemps, 1891
- Jota aragonesa, pour violon et piano, 1894
- Polonesa, pour piano, México: 1894
- Romanza, pour piano, 1894
- Habanera, pour violon et piano, 1896
- Miniaturas, suite pour piano, 1896
- Allegro para violín y orquesta, Buenos Aires: 1904
- 100 Ejercicios Técnicos Progresivos pour violon solo, 1899
- 2 Aires Criollos pour violon et piano, 1899
- Amor Vedado, L'amour interdit, prix Tucuman, Opéra, 1915
- Granada, Un atardecer en la Alhambra, poème symphonique, Buenos Aires: 1916
- Sinfonía N° 1, symphonie, Buenos Aires: 1904
- Sinfonía N° 2 En las montañas de Galicia, symphonie, 1917-1919
- Elegía, poème pour violon et piano, 1917
- Impresión Nocturna, poème symphonique pour orchestre à cordes, París: 1937
- Aires gallegos, suite pour piano
- Nuevos aires gallegos,  suite pour piano
- Hispánica, suite pour piano